# Nationale Reparatie Commissie Suriname
De Nationale Reparatie Commissie Suriname (NRCS) is sinds 2013 een Surinaamse presidentiële commissie. Met 'reparatie' wordt vergoeding bedoeld aan inheemse en Afro-Surinamers voor onrecht die begaan werd door voormalige kolonisatoren.

## Doelstellingen
De NRCS eist van Nederland excuses, herstelbetalingen en teruggave van roofkunstschatten.
De NRCS pleit verder voor het herschrijven van de geschiedenisboeken. Het voornemen om alle namen van geografische plaatsen die verwijzen naar koloniale figuren te veranderen werd niet door iedereen positief ontvangen.

## Oprichting
Oorspronkelijk lag het initiatief voor de oprichting bij de Caricom en vormt het NRCS het landelijke programma van de Caricom Reparations Commission (CRC). De CRC vormt voor de organisaties in de lidstaten van de Caricom het centrale overlegorgaan.
In Suriname was het Nationaal Reparatie Platform de voorloper van de NRCS. In 2013 werd door middel van een presidentieel besluit het Kennisinstituut voor Reparaties en de Nationale Reparatie Commissie in het leven geroepen. De eerste officiële vergadering werd gehouden op 16 september 2013. Armand Zunder is sinds de oprichting de voorzitter.

## Initiatieven
De NRCS ontwikkelde verschillende initiatieven. Op 8 maart 2014, tijdens Internationale Vrouwendag, kende ze aan enkele vrouwen de Gran Tangi Reparations Award toe. Op 30 maart 2014 werd voor het eerst een Reparation Day gehouden in de Palmentuin in Paramaribo, met verschillende activiteiten en toespraken waaraan inheemsen, marrons en rastafari deelnamen. De organisatie gaf gedurende een jaar actieve begeleiding aan de rastafarigemeenschap om in 2018 te komen tot de oprichting van de Rastafari Federatie Suriname.